# Цейлонский рыбозмей
Цейлонский рыбозмей, или слизистый рыбозмей, или цейлонская червяга (лат. Ichthyophis glutinosus), — вид безногих земноводных из семейства рыбозмеев, обитающий на острове Шри-Ланка.

## Описание
Общая длина достигает 40-45 см. Голова среднего размера. Между глазами и ноздрями есть пара белых щупалец. Тело тонкое, имеет до 400 кожных складок. Окраска спины тёмно-бурого, тёмно-коричневого или насыщенно-голубого цвета с ярко-жёлтыми продольными полосами по бокам тела. Брюхо светло-коричневое.

## Ареал и места обитания
Любит влажные места. Способен рыть землю, зарываясь в грунт по берегам рек на глубину около 30 см, где проводит значительную часть времени. Попадая в воду, быстро погибает. Встречается на высоте от 50 до 1355 м над уровнем моря. Питается дождевыми червями, слепозмейками и щитохвостыми змеями.

## Размножение
Самка откладывает 12-25 яиц диаметром 6-9 мм в нору у воды. Обвивая яйца своим телом, она обильно увлажняет их выделениями кожи. У личинок, ещё в яйцевых оболочках, развиваются органы боковой линии и три пары ветвистых жабр. Последние, как и маленькие конусообразные почки задних конечностей, исчезают к моменту проклёвывания из яйца. После выклева личинка довольно длительное время развивается в воде.